# باشگاه ورزشی بووران
باشگاه ورزشی بووران (انگلیسی: S.K. Beveren) یک باشگاه فوتبال حرفه ای، واقع در شهر بووران کشور بلژیک است. آن‌ها در حال حاضر در لیگ حرفه‌ای چلنجر، دومین سطح فوتبال حرفه ای در بلژیک، مسابقه می‌دهند.